# Кінь (геральдика)

В європейській символіці, кінь традиційно поєднує в собі найкращі якості багатьох тварин: хоробрість лева, зір орла, силу вола, швидкість оленя, спритність лисиці. У першому російському збірнику емблем та їх тлумачень «Символы и Емблемата», виданому за Петра I (1705) образ коня трактується також як «знак війни, битви, перемоги, хоробрості, мужнього воїна, полководця або влади над військом».
Коня у гербі завжди зображувано в профіль. В залежності від положення, коню дають наступні назви: кінь називається диким (фр. gai), якщо він без вуздечки; загнузданий (фр. bride), осідланий (фр. selle), покритий латами (фр. barde), попоною (фр. caparaconne); причому в точності означається, якого кольору прикраса, збруя або покрив коня. Кінь вважається розлюченим, скаженим (фр. effare, cabre), коли піднявся на диби, і лише таким, що грається (фр. anime), коли колір очей відмінний від кольору всього тіла.

## Приклади

Герб Луганської області
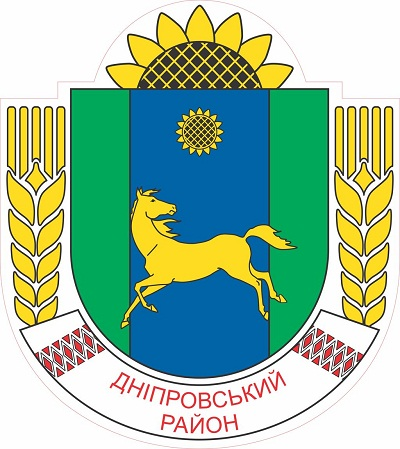
Герб Дніпровського району
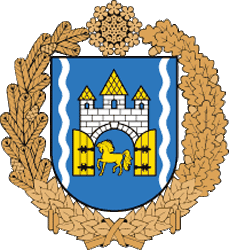
Герб Броварського району
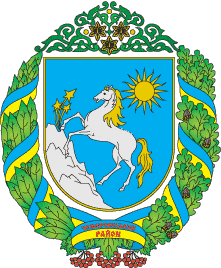
Герб Чемеровецького району
Герб Тарутинського району
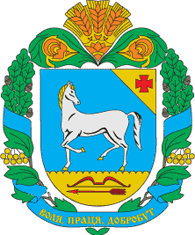
Герб Олександрійського району
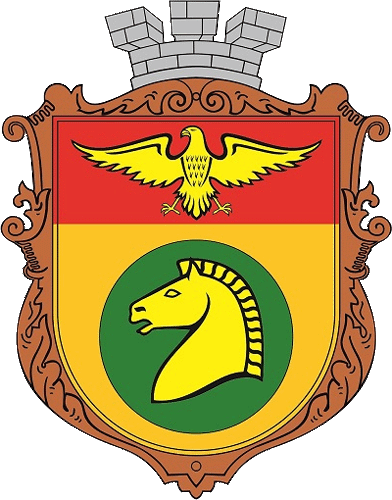
Герб Асканії-Нової
Герб Гуляйполя
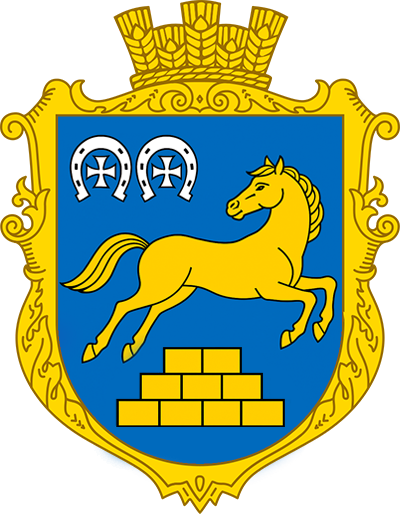
Герб Бистрика
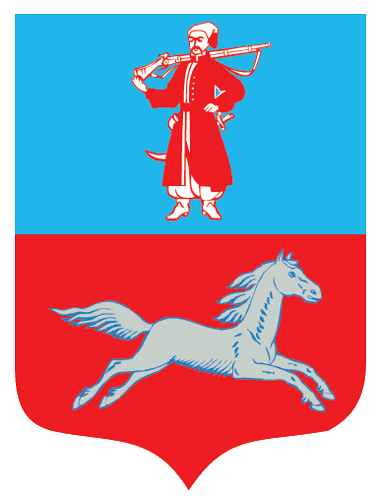
Герб Черкас
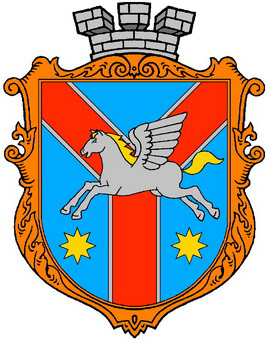
Герб Жмеринки
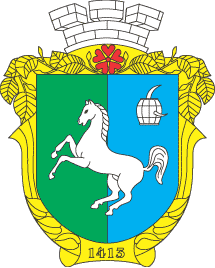
Герб Кіцмані
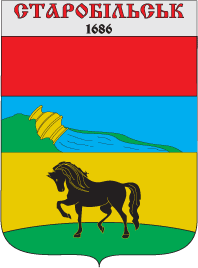
Герб Старобільська
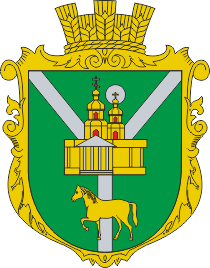
Герб Кінських Роздорів
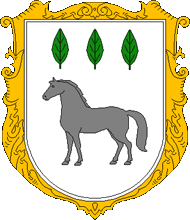
Герб села Конів
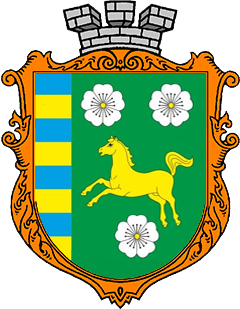
Герб села Шегині
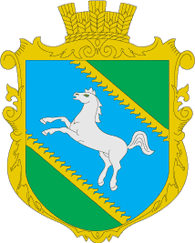
Герб села Печихвости
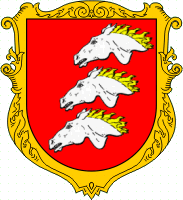
Герб села Галузинці
Герб Туркменістану
Герб землі Нижня Саксонія
Пів коня на гербі Пардубице
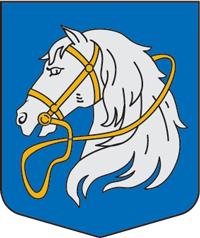
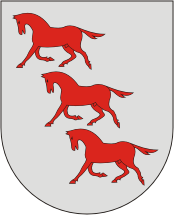